# Потенційні наддержави

Існуюча наддержава
США — єдина на даний момент наддержава
Потенційні наддержави — підтримуються різними вченими
Китай
Європейський союз
Індія
Росія

Потенційна наддержава — це держава чи інше державне утворення, яке вважається деякими (див. нижче) вченими наддержавою чи має потенціал стати нею; держава чи наднаціональний союз, який займає домінуюче положення у світі, що характеризується здатністю впливати чи проектувати свою владу в глобальному масштабі через економічні, військові, технологічні, політичні та/або культурні чинники.
Наразі лише Сполучені Штати відповідають критеріям, щоб вважатися наддержавою, хоча з кінця 2010-х це також піддається сумніву. На даний момент лише Китай, Європейський Союз, Індія та Росія постійно обговорюються в академічних колах як такі, що мають потенціал для досягнення статусу наддержави.
Раніше, у 1980-ті, Японія також вважалася потенційною наддержавою через високий рівень економічного зростання. Проте вона втратила цей статус у 1990-х роках через старіння населення та економічну стагнацію.

## Китай
Китайська Народна Республіка отримала найбільш послідовне висвітлення у науково-популярній пресі свого потенційного статусу наддержави і була визначена вченими та експертами як зростаюча економіка та «військова наддержава», один із яких, Баррі Бузан, підсумував, що «Китай, безумовно, представляє найбільш багатообіцяючий всебічний профіль» потенційної наддержави, яка має високе економічне зростання та велику кількість населення.
Велика увага приділяється зростанню економічної активності Китаю на світовій арені, зокрема там, де він конкурує зі Сполученими Штатами. Прикладами цього є заснування та масштабне розширення країн, які приєдналися до Азійського банку інфраструктурних інвестицій на відміну від традиційних західних інституцій, а також ініціатива «Один пояс, один шлях» та роль Китаю у всесвітньому припиненні експлуатації Boeing 737 MAX. Також стверджується, що в майбутньому зростатиме конкуренція між двома домінуючими країнами у вигляді Сполучених Штатів і Китаю, тоді як інші почнуть відставати економічно. Також були зроблені прогнози, що у 2020-х роках КНР випередить США як найбільшу економіку світу.
Проте існують сумніви щодо тривалості такого темпу економічного зростання, насамперед через дуже велике, але старіюче та скорочувальне населення Китаю (1,4 мільярда), а також через довгострокові наслідки екологічного забруднення всередині країни, спричинене дуже швидким темпом індустріалізації, а також, незважаючи на економічний зріст, через непривабливість для кваліфікованої імміграції з-за меж країни, на відміну від інших країн, таких як Сполучені Штати.
Існує значна дискусія навколо військової могутності Китаю. Існують аргументи, що через зв’язки з Росією та Центральною Азією Шанхайська організація співробітництва може стати «східним НАТО». Також стверджується, що відсутність Америки в Індо-Тихоокеанському регіоні під час війни проти тероризму дозволила Китаю активно кинути виклик Сполученим Штатам як провідній силі в регіоні. Проте інші стверджували, що КНР все ще залишається в оточенні потенційно ворожих країн і їй все ще бракує друзів або союзників, необхідних для справжньої конкуренції зі США.

## Європейський Союз
У 2000-х та першій половині 2010-х Європейський Союз (ЄС) називали наддержавою, яка досягає, або вже досягла цього статусу, головним чином, завдяки його економічній могутності та політичному впливу на світовій арені. Найчастіше виділялися такі переваги: велика кількість населення, розмір і глобальне охоплення його об’єднаної економіки та порівняна непопулярність зовнішньої політики США.
Незважаючи на відсутність власної згуртованої і централізованої армії, оскільки військовий потенціал Союзу все ще залежить від окремих держав-членів, стверджувалося, що це начебто не має значення в XXI столітті, і, відповідно, не повинно братись до уваги, коли розглядається статус ЄС як потенційної наддержави. Однак, інші аналітики поставили під сумнів це тлумачення, натомість стверджуючи, що відсутність у нього єдиної повноцінної військової структури порівняно зі Сполученими Штатами підриває тезу про те, що ЄС є потенційною наддержавою.
Відсутність політичної інтеграції ЄС породжує суперечливі погляди щодо її впливу на статус наддержави. Деякі вчені стверджували, що більш «низька» дипломатія та наголос на верховенстві права представляють новий вид геополітичного впливу, який відповідає політичним вимогам для того, щоб вважатися наддержавою. Проте інші стверджували, що відсутність у ЄС централізованої зовнішньої та оборонної політики залишає його ефективність невизначеною в порівнянні з більш політично інтегрованим союзом держав, таким як Сполучені Штати. Також існує твердження, що ЄС залишається не більше ніж продовженням Європи, залежної від Сполучених Штатів або в якій США домінують.

## Індія
Починаючи з 2010-х років Республіка Індія стала свідком значного висвітлення свого потенціалу стати економічною наддержавою. Багато думок вказували на швидкий економічний розвиток Індії як на причину вважати її потенційною наддержавою, зокрема в 2010-х роках передбачалося, що в майбутньому за швидкістю економічного зростання вона випередить Китай. У 2016 році економісти та дослідники з Гарвардського університету спрогнозували, що минулорічні (2015) темпи зростання Індії в 7% до 2024 року наздоженуть та випередять аналогічні китайські, що зробить її найбільш швидко розвиненою економікою у світі. Крім того, Індія також має значну перевагу у дуже великому (1,4 млрд) та зростаючому молодому населенні із середнім віком 28 років, у порівнянні з середнім віком в Китаї 39 років.
Відповідно до звіту, опублікованого Федерацією індійських торгово-промислових палат (FICCI) та консалтинговою компанією McKinsey & Company у 2022 році, під назвою «Століття Індії – Досягнення сталого, інклюзивного зростання», Індія має потенціал стати «економічною наддержавою» до 100-річчя своєї незалежності (2047).
Незважаючи на продовження економічного зростання Індії, вчені відзначають, що в країні залишається високою економічна та соціальна нерівність, що її потенціал для торгівлі виглядає більш обмеженим порівняно з головним регіональним суперником — Китаєм, та що незважаючи на те, що Індія на короткий час стала світовою економікою з найшвидшим зростанням у 2015 році, темп її зрісту поступається Китаю з 2018 року, всупереч гарвардським вченим.
Окрім того, зазначається, що уряд і бюрократія Індії налаштовані проти того, щоб стати наддержавою, при цьому стверджується, що вони «дуже мало колективно думають про довгострокові цілі своєї зовнішньої політики, оскільки більша частина стратегічного планування, яке відбувається всередині влади, відбувається на індивідуальному рівні».

## Росія
Російська Федерація ще з імперських часів вважалася як великою, так і регіональною державою. Радянський Союз, протягом більшої частини своєї історії, був однією з двох світових наддержав. Однак після розпаду СРСР Російська Федерація як держава-правонаступник втратила статус наддержави. На початку XXI століття Росію вважали або потенційним кандидатом на відновлення статусу наддержави, або вже існуючою наддержавою. У своїй публікації 2005 року під назвою Russia in the 21st Century: The Prodigal Superpower Стівен Роузфільд, професор економіки в Університеті Північної Кароліни в Чапел-Гілл, передбачив, що Росія стане великою державою до 2010 року та передвіщає нову гонку озброєнь. Проте Роузфільд зазначив, що такий результат принесе величезні жертви глобальній безпеці та свободі російського народу. Стівен Кінзер з газети The Boston Globe порівняв дії Росії по відношенню до її сусідніх територій з діями «будь-якої іншої наддержави», взявши за приклад Україну та Крим.
Проте існують більш песимістичні погляди щодо здатності Росії відновити статус наддержави. Метью Флейшер з Los Angeles Times висловив неоднозначну думку, що для того, щоб більшість природних ресурсів Росії стала життєздатною необхідна серйозна зміна клімату.
Кілька аналітиків прокоментували той факт, що в Росії спостерігаються ознаки старіння та скорочення населення. Фред Вейр заявив, що це серйозно звужує і обмежує потенціал Росії знову стати центральною світовою державою. У 2011 році британський історик і професор Ніл Ферґюсон також наголосив на негативних наслідках зменшення населення Росії та припустив, що Росія перебуває на шляху до «глобальної незначності». У РФ, однак, відбулося незначне зростання населення з кінця 2000-х років, частково через імміграцію, швидке зростання народжуваності та повільне зниження смертності. Однак, з кінця 2010-х років населення країни знов почало скорочуватися, а особливо ці темпи пришвидшилися під час війни з Україною.
Військова могутність Росії також була поставлена під сумнів після вторгнення в Україну в 2022 році, коли через низьку ефективність російської армії економіст Пол Круґман припустив, що Росія була не більш ніж «Потьомкінською наддержавою».

## Порівняльна статистика
| Країна/Союз       | Населення     | Площа (км2) | ВВП (номінал)      | ВВП (номінал)         | ВВП (ПКС)          | ВВП (ПКС)             | Військові витрати ($) | ІЛР                  | Право вето в Раді Безпеки ООН |
| Країна/Союз       | Населення     | Площа (км2) | (млн. доларів США) | На душу населення ($) | (млн. доларів США) | На душу населення ($) | Військові витрати ($) | ІЛР                  | Право вето в Раді Безпеки ООН |
| ----------------- | ------------- | ----------- | ------------------ | --------------------- | ------------------ | --------------------- | --------------------- | -------------------- | ----------------------------- |
| США               | 339,996,563   | 9,525,067   | 25,035,164         | 68,309                | 22,675,271         | 75,180                | 877                   | 0.926 (дуже високий) | Так                           |
| КНР               | 1,425,671,352 | 9,596,961   | 18,321,197         | 11,819                | 26,656,766         | 21,291                | 292                   | 0.761 (високий)      | Так                           |
| Європейський Союз | 448,400,000   | 4,233,262   | 17,127,535         | 38,256                | 20,918,062         | 53,960                | 186                   | 0.911 (дуже високий) | Так (Франція)                 |
| Індія             | 1,428,627,663 | 3,287,263   | 3,468,566          | 3,057                 | 10,207,290         | 10,475                | 81.4                  | 0.645 (середній)     | Ні                            |
| Росія             | 144,444,359   | 17,125,191  | 2,133,092          | 11,654                | 4,328,122          | 31,967                | 86.4                  | 0.824 (дуже високий) | Так                           |

## Японія
У 1980-х роках деякі політичні та економічні аналітики передбачали, що Японія врешті-решт отримає статус наддержави через велику кількість населення, великий валовий внутрішній продукт і високі темпи економічного зростання в ті часи. Очікувалося, що Японія з часом навіть перевершить економіку Сполучених Штатів. Однак це передбачення не справдилося після обвалу фондового ринку та, як наслідок, «Втрачених десятиліть», коли Японія страждала від стабільно негативних економічних прогнозів, а її населення старіло з кінця 1980-х, після чого почало реально скорочуватися, починаючи з 2011 року.
Проте Японія вважається культурною наддержавою через великомасштабний вплив японської їжі, музики, відеоігор, манґи, аніме та фільмів на весь світ. У 2021 році US News & World Report назвав Японію першою найвпливовішою в культурному відношенні країною в Азії та п'ятою у світі. Японія також вважається технологічною державою, будучи лідером у галузі автомобільної промисловості, електроніки та робототехніки.